# Overkill 2
Overkill 2 je česká videohra z roku 2013. Jedná se o pokračování videohry Overkill z roku 2011. Obě hry vytvořilo Craneballs Studios.

## Hratelnost
Hra je střílečkou z první osoby, se statickými lokacemi. Hráč musí zastřelit nepřátele, kteří se objevují. V obchodě si může koupit lepší zbraně či vybavení., ale na ty si musí vydělat plněním úkolů ve hře, nebo investicí skutečnými penězi.